# 桃江メロン
桃江 メロン（ももえ めろん）は、日本の作家、プロデューサー。

## 経歴
早稲田大学卒業後、コロンビア大学大学院映画学科、修士課程に在籍、映画制作（監督、脚本）で修士号（M.F.A Master of Fine Arts）取得。
コロンビア大学大学院、在学中に、 制作した短編映画が全米各種映画祭で入賞、上映される。
1995年からニューヨークで発行されていた、フリーペパー「DibiDibi News Paper」に映画評論を執筆。「Dibi Dibi News Paper」のイラストは村上隆がボランティアで担当していた。
2009年、処女小説「表参道 Exit A4」がランダムハウス講談社新人優秀賞、受賞、出版。
2009年より、ゲストを迎えてのトーク・ライブ「メロンガキク」をライブハウスで不定期に開催。ゲスト、阿川佐和子、近藤等則、ロバート・ハリス、鈴木邦男、小川真司、桜井昌司（布川事件冤罪被害者）、篠井英介、Johnny La Marama（ジョニー・ラマラマ）、保江邦夫（数理物理学者・量子力学・脳科学・金融工学者。ノートルダム清心女子大学 大学院人間複合科学専攻教授）、鈴木邦男（新右翼 一水会最高顧問）、矢作直樹（東京大学大学院医学系研究科救急医学分野教授。東京大学医学部付属病院救急部・集中治療部部長）、湯山玲子（著述家、プロデューサー、クラシック音楽評論家）、赤尾由美（アカオアルミ株式会社代表取締役）、他。
2012年の前期には、雑誌「週刊金曜日」の書評委員を担当した。
2014年5月 WORLD WIDE: WORK  A global debate/ グローバル討論 ワールドワイド：ワーク　労働は幸せにするか？に、東京会場のスピーカーとして参加。
現在、代官山「晴れたら空に豆まいて」（ライブハウス）プロデューサー。

## 著書
「表参道Exit A4」　ランダムハウス講談社優秀新人賞受賞 （ランダムハウス講談社）2009年. ISBN 9784270005170.

## 映画
「An Endless Game」  監督/脚本/編集（出演：Rohan Quine）
「American Dreams」  1998 脚本/プロデュース

（監督：Hidekazu Samei（醒井秀和）　出演：二階堂美穂、[[ダニエル・ロンドン / Daniel London]]）
「The Contingency」2001 監督/脚本/編集
- ロサンジェルス・インディー・フィルム／ビデオ・フィルムフェスティバル	入賞
- ラスベガス・インディペンデント・インターナショナル・フィルムフェスティバル 入賞[17]
- ニューヨーク・インディペンデント・インターナショナル・フィルムフェスティバル 入賞
- アイビーリーグ・フィルムフェスティヴァル入賞
- サンフランシスコ・インターナショナル・スチューデント・フィルムフェスティバル 入賞
- マイヘラン・フィルムフェスティバル  入賞

「The Contingency」上映歴
- 2003	 9月	ロサンジェルス、ラメールフェアファックスシアター
- 2003	 7月	ラスベガス、ブレンデンシアター
- 2003	 5月	カンヌ、フランス、カンヌ・フィルム・フェスティバル ITJ ブース
- 2003	 4月	ニューヨーク、イーストビレッジシネマ
- 2001	 9月	サンフランシスコ、カリフォルニア
- 2001	 5月	ニューヨーク、ディレクターズギルドシアター

「A Story Teller」2005　監督/脚本/編集